# Thomas Perrin
Pour les articles homonymes, voir Perrin.
Thomas Perrin, né le 2 juillet 1971, est un préhistorien français. Il est spécialiste de technologie lithique et de la transition Mésolithique / Néolithique en Méditerranée occidentale. Il est directeur de recherche au CNRS et enseigne à l’université Toulouse-Jean-Jaurès.

## Formation
Né en 1971, Thomas Perrin soutient en 2001 sa thèse intitulée « Évolution du silex taillé dans le Néolithique haut-rhodanien autour de la stratigraphie du Gardon (Ambérieu-en-Bugey, Ain) », sous la direction de Marion Lichardus-Itten (université Panthéon-Sorbonne, Paris).

## Carrière académique
Après avoir été attaché temporaire d'enseignement et de recherche (ATER) au Collège de France (chaire du professeur Jean Guilaine), il entre au CNRS en 2004. Il devient en 2018 directeur adjoint de l'UMR 5608 TRACES, un important laboratoire d'archéologie en France.
Parallèlement, il enseigne dans le Master de préhistoire et protohistoire de l'université Toulouse-Jean-Jaurès / EHESS, avec notamment des cours sur l'usage des statistiques en archéologie et de traitement des datations par le carbone 14. Il a dirigé de nombreux masters et codirigé plusieurs thèses.
Il a également animé plusieurs programmes collectifs internationaux.[réf. nécessaire]

## Fouilles
Archéologue de terrain, il a dirigé de nombreuses opérations de fouilles programmées ainsi qu'une opération préventive.
Il a notamment dirigé depuis 2012 les fouilles sur le site mésolithique et néolithique de Roquemissou, sur la commune de Montrozier, dans l'Aveyron, et depuis 2015 sur le site néolithique de Basi, à Serra-di-Ferro, en Corse-du-Sud. Ces deux programmes sont toujours en cours,.

## Responsabilités éditoriales
En 2015, il prend la direction de la revue Gallia Préhistoire, qu'il fait évoluer vers un modèle de publication moderne en Open Access (Freemium).[réf. nécessaire]

## Principaux travaux
Ses thèmes de recherche sont les processus de néolithisation en Méditerranée occidentale, et plus particulièrement la question des prolongements continentaux de la néolithisation méditerranéenne et des interactions entre derniers chasseurs-collecteurs et premiers agro-pasteurs.
Sa recherche se construit autour de trois axes. Le premier s'attache à caractériser les dernières sociétés de chasseurs-cueilleurs du Mésolithique et à définir leurs critères évolutifs,,,. Le second cherche à définir la variabilité interne (chronologique, fonctionnelle, géographique, environnementale) du Néolithique ancien méditerranéen,. Enfin, le troisième axe analyse la transformation de ces sociétés productrices à l'aube du Néolithique moyen.
Son programme de recherche s'efforce de mettre en évidence les interactions entre les divers groupes, mésolithiques ou néolithiques, en Méditerranée occidentale, et vise à documenter les échanges de part et d’autre des rives du bassin occidental. Cette question des relations entre Europe sud-occidentale et Afrique du Nord constitue l'essentiel de son travail de recherche de ces dernières années. Il a notamment dirigé un important programme de recherche collectif sur ces questions en 2016 et 2017, et dirige aujourd'hui un réseau de recherche international.